# 블룸버그 L.P.
블룸버그 L.P.(영어: Bloomberg L.P.)는 미국 뉴욕시 미드타운맨해튼에 본사가 있는 금융, 소프트웨어, 데이터 및 미디어 기업이다. 비공개 회사로, 1981년 마이클 블룸버그가 토머스 세쿤다(Thomas Secunda), 던컨 맥밀런(Duncan MacMillan), 찰스 제거(Charles Zegar)와 공동설립했으며 뱅크 오브 아메리카의 자회사인 메릴린치가 12%의 투자 지분을 보유하고 있다.
1981년 살로몬 브러더스에서 해고당한 마이클 블룸버그가 창립한 블룸버그 통신을 전신으로 하여 이전 증권 회사들이 수작업으로 하던 금융 분석을 컴퓨터 시스템의 전용 단말기와 회선을 통해 전달하는 혁신적인 방법을 선보였다. 첫 고객 메릴린치에 22대의 블룸버그 전용 단말기를 설치했고 이후 매년 매출이 꾸준히 성장해 1991년 《뉴욕 타임스》에도 단말기를 제공해 일반에 알려지게 되었고 종합 미디어 그룹으로도 발전해 로이터 통신, 다우 존스와 함께 3대 경제뉴스 서비스 업체로 꼽히게 된다.
현재 전 세계 100개국에 파견된 특파원 1,000명을 포함해 8,000명의 직원이 종사하며 9개의 지역 본부 및 80개의 뉴스 보도국을 두고 하루 4,500건 이상의 뉴스를 공급하며 91개국 14만 명의 고객들에게 전용 단말기로 금융시장의 뉴스, 데이터, 정보 등을 제공한다. 이외에 24시간 방송되는 블룸버그 라디오와 블룸버그 텔레비전, 인터넷 사이트 블룸버그닷컴, 블룸버그 출판사, 뉴스 통신사인 블룸버그 뉴스 등 다양한 매체를 거느리고 있다. 또한 2개의 잡지도 가지고 있는데 블룸버그 비즈니스위크와 전문 투자자를 위한 블룸버그 마켓(Bloomberg Markets)이 그것이다. 한국에서도 1992년 진출해 130개의 금융기관이 블룸버그 단말기를 이용하고 있으며, 《매일경제신문》과 함께 개발한 매경-블룸버그 채권지수가 매주 금요일 전 세계에 발표된다.
현재 블룸버그 뉴스망에는 미국 《뉴욕 타임스》, 일본 《니혼게이자이 신문》, 《아사히 신문》, 《산케이 신문》 등 세계 200개의 언론사와 한국의 《머니투데이》와 《매일경제신문》이 있다.

## 같이 보기
- 블룸버그 터미널